# Bermei.inazawa

bermei.inazawa(1979년 ~ )는 일본의 작곡가로 가나가와현 요코하마시 출신이다.
고교 시절부터 동인 음악계에서 활동했으며 2000년에 다니미치NON과 같이 〈studioCampanella〉를 결성. 다니미치NON은 도중 탈퇴했지만 작사자로 새로 interface를 영입한다.

PC 게임 음악 어레인지 활동한 적도 있으며 시모쯔키 하루카, 쨔타, 가타키리 렛카 등과 공동 작품을 발표. 작곡가인 오오시마 히로유키, ESTi 등과도 깊은 친분이 있으며, 공동으로 작품을 발표하고 있기도 하다.

현재 애니메이션 《쓰르라미 울 적에》의 주제가, 소설 《거짓말쟁이 미군과 고장난 마짱》의 이미지 앨범을 담당하는 등 점차 활동 폭을 넓히고 있다.